# Sile Dinicu
Vasile (Sile) Dinicu (n. 10 decembrie 1919, Bacău, România – d. 7 ianuarie 1993) a fost un compozitor, dirijor și pianist, cunoscut în special pentru colaborarea cu orchestrele de estradă ale Radioteleviziunii Române.

## Biografie
A fost fiul nelegitim al lui Vasile Dinicu, unul dintre frații lui Grigoraș Dinicu. Acesta l-a și adoptat, pentru că tatăl său natural nu avea posibilitatea să mai crească și alți copii.
Studiile muzicale le-a urmat la Galați cu Theodor Fucs (pian) și la Conservatorul „Lyra” din Brăila (1929-1930), iar din 1933 a început să lucreze în București. După debutul la Radio (1936) cu pianistul Theodor Sibiceanu, a desfășurat activitate de pianist în diverse formații de muzică ușoară din capitala. Între 1941 și 1943 a fost cooptat de Constantin Tănase în orchestra teatrului Cărăbuș iar din 1943 până în 1947 a condus orchestra Teatrului „Gioconda”, ca secund al lui Ion Vasilescu. În aceeași perioadă a condus programul locantelor „Cina” și „Zissu”, celebre în epocă.
Ca dirijor de estradă a realizat numeroase turnee în Israel, Franța, Germania și în țările socialiste de la acea dată. A condus formații de muzică ușoară din Portugalia (Lisabona) și Cehoslovacia (Bratislava). A făcut parte din jurii naționale și internaționale de concursuri muzicale (R.D. Germană). A participat ca dirijor la concursurile și festivalurile de muzică ușoară de la Mamaia (1963-1984) și „Cerbul de aur” de la Brașov (1968, 1969, 1970).
A compus peste 100 de melodii de muzică ușoară, printre care: „București, București”, „Întotdeauna marea”, „Nu mă certa”, „Porți de aur, porți de vis”, „Seri la malul mării” - Margareta Pâslaru - Mențiune pentru creație la Festivalul Mamaia 1965, „Tu m-ai fermecat” - Doina Moroșanu, „Cine ți-a spus”, „Noapte bună București” - Dan Spătaru, „Sus paharul, la mulți ani” - Gică Petrescu.
A obținut premii de interpretare (1964, 1965) și mențiune de creație (1965) la Festivalurile de muzică ușoară de la Mamaia și Premiul Uniunii Compozitorilor.

## Distincții
- Medalia Muncii (13 octombrie 1953) pentru contribuția sa la „munca de pregătire și desfășurare a celui de-al IV-lea Festival Mondial al Tineretului și Studenților pentru Pace și Prietenie⁠(d)”[6]
- Ordinul Muncii clasa a III-a (29 mai 1956) „pentru merite deosebite în activitatea artistică și pentru merite deosebite în domeniul dezvoltării radioului în țara noastră”[7]
- titlul de Artist Emerit al Republicii Populare Romîne (18 august 1964) „pentru merite deosebite în activitatea desfășurată în domeniul teatrului, muzicii, artelor plastice și cinematografiei”[8]
- Ordinul „Meritul Cultural” clasa a V-a (12 septembrie 1968) „pentru merite deosebite în activitatea muzicală”[9]